# هیتیگگاما
هیتیگگاما (به لاتین: Hitigegama) یک منطقهٔ مسکونی در سری‌لانکا است که در استان مرکزی (سری‌لانکا) واقع شده‌است.